# Solandra hirsuta
Solandra hirsuta är en potatisväxtart som beskrevs av Michel Félix Dunal. Solandra hirsuta ingår i släktet Solandra och familjen potatisväxter. Inga underarter finns listade i Catalogue of Life.